# Младен I Шубич
Младен I Шубич Брибирский (хорв. Mladen I Šubić Bribirski; ум. 1304) — балканский дворянин, бан Боснии.
Следует начать с его старшего брата Павла Шубича. По мере расширения своих владений Павел пользовался помощью других членов своего клана; в частности, Младен был его наместником в Сплите и близлежащей крепости Клис.
В 1290 году был убит венгерский король Ласло IV Кун, и началась борьба за венгерский престол. Пользуясь тем, что претендентам нужна была поддержка магнатов, Павел Шубич в 1299 году провозгласил себя повелителем Боснии («Dominus Bosne»), и назначил Младена баном Боснии.
Младен начал борьбу за Боснию с её прежним баном Степаном Котроманом, и к 1302 году поставил под свой контроль почти всю Боснию (за исключением небольшой части, которой правил вассал Шубичей Хрватин Степанич). После этого он начал кампанию по преследованию сторонников боснийской церкви и насаждению католицизма. Сторонники боснийской церкви были вынуждены становиться под знамёна Степана Котромана, а в 1304 году ими был убит Младен Шубич.
Смерть младшего брата вынудила Павла Шубича вторгнуться в Боснию со своим войском и объявить себя в 1305 году «господарем всей Боснии» («totius Bosniae dominus»).